# Attagis
Genre
Attagis est un genre d'oiseaux de la famille des Thinocoridae. Ses deux espèces ont pour nom normalisé Attagis.

## Liste des espèces
D'après la classification de référence (version 14.1, 2024)de l'Union internationale des ornithologues, il y a 2 espèces du genre Attagis (ordre philogénique) :
- Attagis gayi Geoffroy Saint-Hilaire, I & Lesson, RP, 1831 – Attagis de Gay ;
- Attagis malouinus (Boddaert, 1783) – Attagis de Magellan.